# サイクリングシューズ

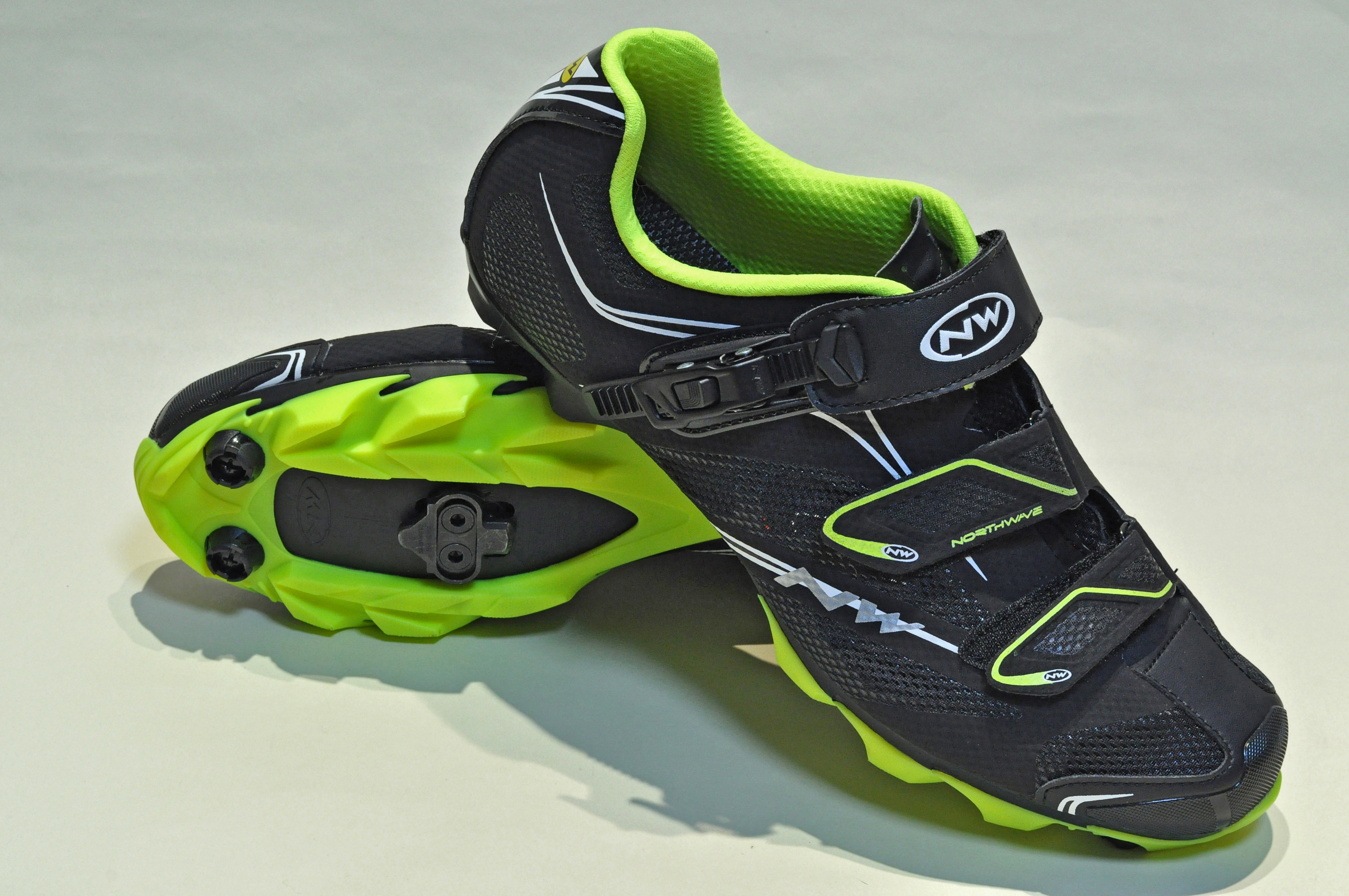
サイクリングシューズ
(ノースウェーブのSPDシューズ、
スコルピウスSRS)

サイクリングシューズ（自転車用の靴、英: Cycling shoes ）は、自転車に乗車してペダルをこぐのに最適な機能を有する靴である。
サイクリングシューズは、単に足を覆おう一般的な靴の役割のほかに足の力を効率よくペダルに伝える役割を担う。最たるものはピスト競技やロードレースなど自転車競技用に特化したレーサー用サイクリングシューズであり靴底が硬く曲りにくくなっており、（靴底に滑り止めもないレーサーシューズもあるくらいに）歩行に関して考慮されていない。そして足の力をより効率よく伝えるために、靴をペダルに固定するためのトークリップまたはクリート・ビンディングが併用される。

## サイクリングシューズの種類
自転車旅行用サイクリングシューズ
自転車旅行に用いるサイクリングシューズにおいては効率ばかりではなく、旅行先の観光地を歩くことも考慮して靴底に若干の屈曲性をもたせたり、靴底に滑り止めを配したりし、そしてクリートが出っ張らないように取り付けられる構造を有する。(五味隆登 1989)

## クリート

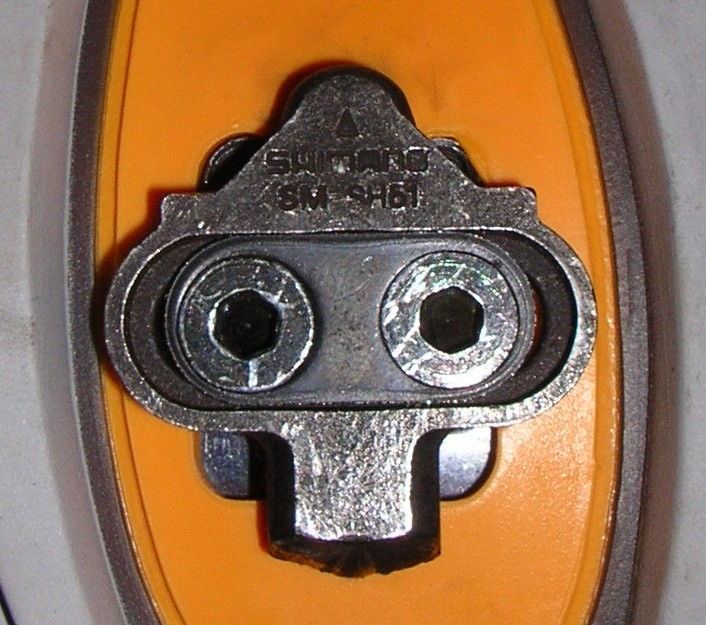
自転車用クリート(シマノSH51)

クリートは、ペダルとサイクリングシューズを固定するために靴底に取り付ける。
トークリップ用のクリートは、溝があってペダルに引っ掛ける構造になっており、クランク下死点の近傍でペダルを後ろ側に蹴り出す動きやクランク上死点の近傍で踏み込みだす動きを助ける役割を持つ。なおトークリップ用のクリートには伝達効率が良くなる反面、クリートの高さ分だけ靴の周囲が大きくなるのでストラップに引っかかりやすくトークリップから咄嗟に抜くことが難しくなる欠点を有する。
ビンディングペダル用のクリートは、下死点の近傍でペダルを後ろ側に蹴り出す動きからクランク上死点に向かって蹴り上げる動きを助け、引き脚の力を使える役割を持つ。

### 固定方法による違い
固定方法にトークリップを用いる靴は、蹴り上げる力をトーストラップが受けとめてくれるので靴のアッパーにさほど力が加わらないので柔らかい素材も選択できる。
対して、固定方法にビンディングを用いる靴は、蹴り上げる力を靴のアッパーで受け止めることから引っ張り強度の高い丈夫な素材が用いられる。

## ブランド
- エルモロ - アディダスのサイクリングシューズのブランド。
- LOOKサイクルインターナショナル - LOOK式ビンディングペダルに適合する純正のサイクリングシューズ。[2]
- チネリ -
- SIDI
- シマノ
- パールイズミ - サイクルウェアを企画・制作している日本のメーカー。